# Emma Carus
Emma Carus (18 mars 1879 – 18 novembre 1927) est une chanteuse et comédienne américaine, d'origine allemande célèbre pour ses chansons irlandaises, coon et ragtime.
Elle a chanté dans des spectacles de music-hall et dans des comédies musicales de Broadway telles que The Giddy Throng (1900), The Wild Rose (1902), Forty-five Minutes from Broadway (en) (1907), Up and Down Broadway (1910) et The Wife Hunters (1911). Elle a fait partie de la distribution des premières Ziegfeld Follies en 1907.
Un chroniqueur l'a décrite comme « une sorte de combinaison de Sophie Tucker et de Fay Templeton (en) avec un peu d'Eva Tanguay et d'Eddie Foy pour faire bonne mesure ».

## Jeunesse
Emma Carus est née à Berlin le 18 mars 1879. Elle est la fille de Carl Carus, un directeur de théâtre et d'une cantatrice, Henrietta Rolland. Elle arrive aux Etats-Unis après avoir terminé ses études musicales en 1893. Elle étudie à Brooklyn, fait sa première apparition à New York en 1894 et chante pour la première fois en public à l'âge de six ans. Elle devient professionnelle à l'âge de quinze ans et chante à Berlin à 16 ans. 

## Carrière

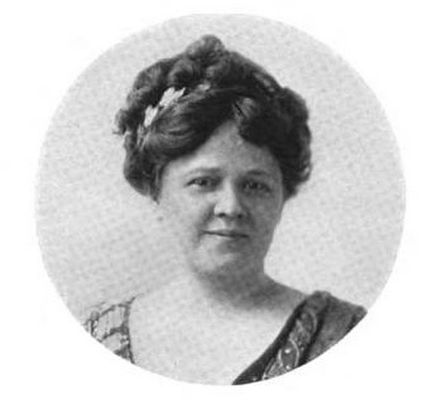
Emma Carus, 1916.

Elle apparait dans divers petits rôles d'opéra-comique et de comédie musicale jusqu'en 1900. Elle apparait dans le drame Rally Round the Flag à l'Union Square Theatre en août 1897, salle appartenant à Benjamin Franklin Keith et Edward Franklin Albee II (en), qui ont acheté ce théâtre en 1893 pour accueillir des spectacles de vaudeville. 
Carus est une chanteuse de ballades irlandaises avant sa représentation à l'Olympia Roof Garden, à Broadway en septembre 1897. Le mois suivant, elle partage le programme du Pleasure Palace avec les Dunbar Sisters et Henry E. Dixey, salle gérée par Frederick Freeman Proctor (en) et située sur East Fifty-Eighth Street entre la Troisième Avenue et Lexington Avenue à Manhattan. Une programme variée est présentée au théâtre Sam T. Jack (en) à Chicago en juin 1898. Carus rejoint Troja, Jennie Yeamans (en) et les sœurs Washburn qui sont à l'affiche.
En 1900,  elle joue son premier rôle important, celui de Lady Muriel dans The Giddy Throng, en remplacement de May Yohé, au New York Theatre. Elle reste membre de la troupe du New York Theatre pendant trois ans, au cours desquels elle créé les rôles de Nancy dans The King's Carnival (1901) et de Jane Bowlingbrook dans The Hall of Fame (1902). Elle est Mme Jack Orchard de  The Defender (1902), produit au Herald Square Theatre de New York ; la comtesse von Lahn dans The Wild Rose en 1902, la princesse YoSan dans le burlesque The Darling of the Gods, produit au Broadway Theatre, et Mme Jane Habicomb dans The Medal and the Maid au Broadway en 1904,. 
En 1905, elle est engagée dans un spectacle au Wistaria Grove sur le toit du New York Theatre à Broadwayet en octobre de la même année, elle apparait au Fifth Avenue Theatre. Pendant la saison 1905-6, elle est Lady Peacock dans Woodland. En 1906-07, avec Anne Sutherland dans  Too Near Home. 
Les Follies de 1907 ont lieu au Jardin de Paris sur les toits du New York Theatre. Produit par Florenz Ziegfeld, un large public va voir les treize parties, qui sont des actes de vaudeville. Carus conduit une troupe soutenue par un chœur assez similaire à celui qui a aidé Anna Held dans The Paris Model. Pendant la saison 1907-8, elle passe au vaudeville. 
En 1910, elle apparait dans un court métrage avec des célébrités de l'époque telles que George M. Cohan, James J. Corbett, Marie Dressler, Eddie Foy et Annie Oakley, …réalisé par la Vitagraph Company. 
En 1911, elle est dans une production de The Wife Hunters, comédie musicale en trois actes, basée sur un livre d'Edgar Allan Woolf , à l'Herald Square Theatre à Broadway, dans laquelle elle chante son numéro nommée Girls, Keep Your Figures d'une manière « agréable et à gorge profonde, et avec une suggestion d'humour ou de sentiment selon l'occasion ».  
En 1911, Carus aurait été en grande partie responsable de l'introduction et de la vulgarisation de la première grande chanson à succès d'Irving Berlin, Alexander's Ragtime Band. À Chicago, il s'est surtout identifié à elle, et ensuite il est retourné à New York où Al Jolson l'a récupéré et il a rapidement gagné en popularité.
Carus  chante au Palace Theatre dans une production mettant en vedette Bertha Kalich (en) en mars 1914 et avec Les Beauties de Jesse Lasky et de George White. Carus revient pour une quatrième année sur le circuit de vaudeville des États-Unis en 1914. Cette fois, elle est accompagnée d'un partenaire de danse, Carl Randall, avec un nouveau tour de chant qui comprend An Irish Suffragette .
Après 1915, Emma Carus apparaît exclusivement sur la scène du vaudeville. 
En 1922, elle chante au Strand Theatre à Manhattan. Elle se produit pour la dernière fois au théâtre Blackstone de Chicago en janvier 1925.
Elle décède le 18 novembre 1927.

## Chansons
- Keep On Shining, Silvery Moon (1903)[25] ;
- In Zanzibar (1904)[26] ;
- Beautiful Eyes (1909)
- Sadie Salome, Go Home d'Irving Berlin (1909)[27] ;
- Alexander's Ragtime Band d'Irving Berlin (1911)[28] ;
- That Carolina Rag (1911)[29] ;
- Dancing the Blues Away ;
- Ireland Must Be Heaven For My Mother Came FromThere[30] ;
- Just for To-Night de Geo. L. Cobb (1915)[31] .
- I've Only One Idea About the Girls and That's to Love 'Em, paroles d'Earl Carroll et Joe McCarthy, musique d'Al Piantadosi (1915)[32]
- Let's All Be Americans Now (en) d'Edgar Leslie, George W. Meyer (en), & Irving Berlin (1917)[33].
- The Americans Come !, paroles d'Elizabeth A. Wilbur, musique de Fay Foster (en)(1918)[34].

## Vie privée
Carus s'évanouit au Great Northern Hotel de Chicago, après avoir appris que son amant, James Burrows s'est suicidé, en juin 1897 à Nashville, Tennessee, où il dirigeait un théâtre. Carus tente de se suicider avec un revolver après avoir appris la mort de Burrow, mais en est empêchée par ses amis. Elle croit que sa mère a tenté d'influencer Burrows contre elle.
Elle se marie avec N. S. Mattson, fils d'un ancien gouverneur du Minnesota dont elle divorce. Elle se remarie le 25 juin 1905 à New York avec Harry James Everall, un homme d'affaires new-yorkais,. Ils divorcent en 1913. 
En avril 1913, Carus obtient un jugement contre W. Lewis Stevens, un courtier. Stevens et son partenaire, James W. Henning, sont accusés par elle d'avoir détourné plus de 2 200 $ de son argent pour leur propre usage lorsque leur entreprise a fait faillite en 1910. Stevens est arrêté à l'hôtel Iroquois à New York.
Elle est passionnée de baseball et suit les Giants de New York de John McGraw. Carus participe à toutes les séries mondiales de 1905 à 1913.  Elle prédit à tort que les Giants seraient victorieux des Philadelphia Athletics lors des World Series de 1913.
Emma Carus épouse Joseph Walter Léopold, son accompagnateur, le 4 avril 1926, mais elle divorce par la suite. Elle est déclarée incompétente pour gérer ses affaires, en octobre 1926, lorsqu'elle entre dans un sanatorium à Hollywood, où elle décède.